# Josiah Wedgwood

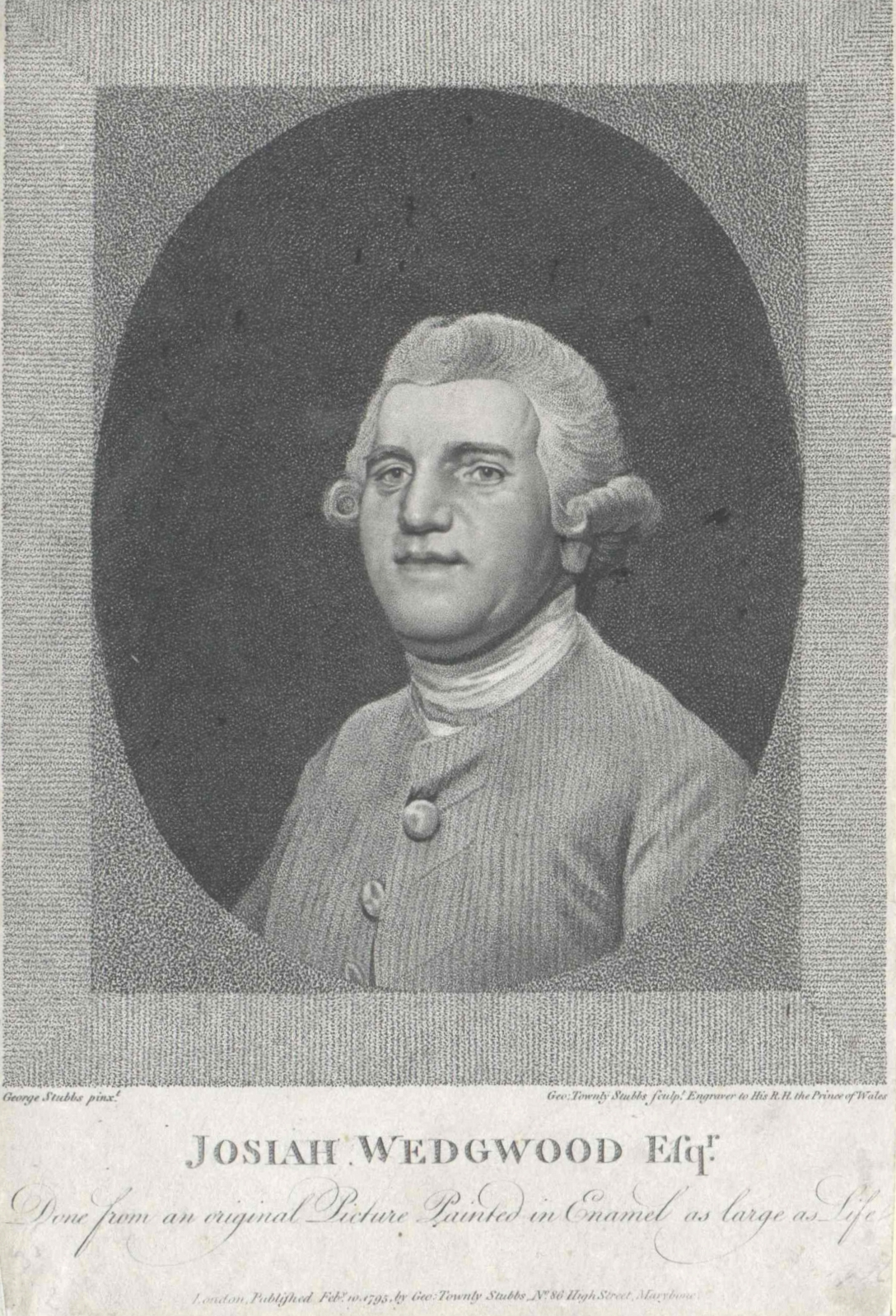
Josiah Wedgwood (Gravură după un tablou de George Stubbs)

Josiah Wedgwood (n. 12 iulie 1730, Burslem, Staffordshire – d. 3 ianuarie 1795, Etruria, England) a fost un ceramist englez, inovator al tehnicii industriale a ceramicii de artă.

## Biografie

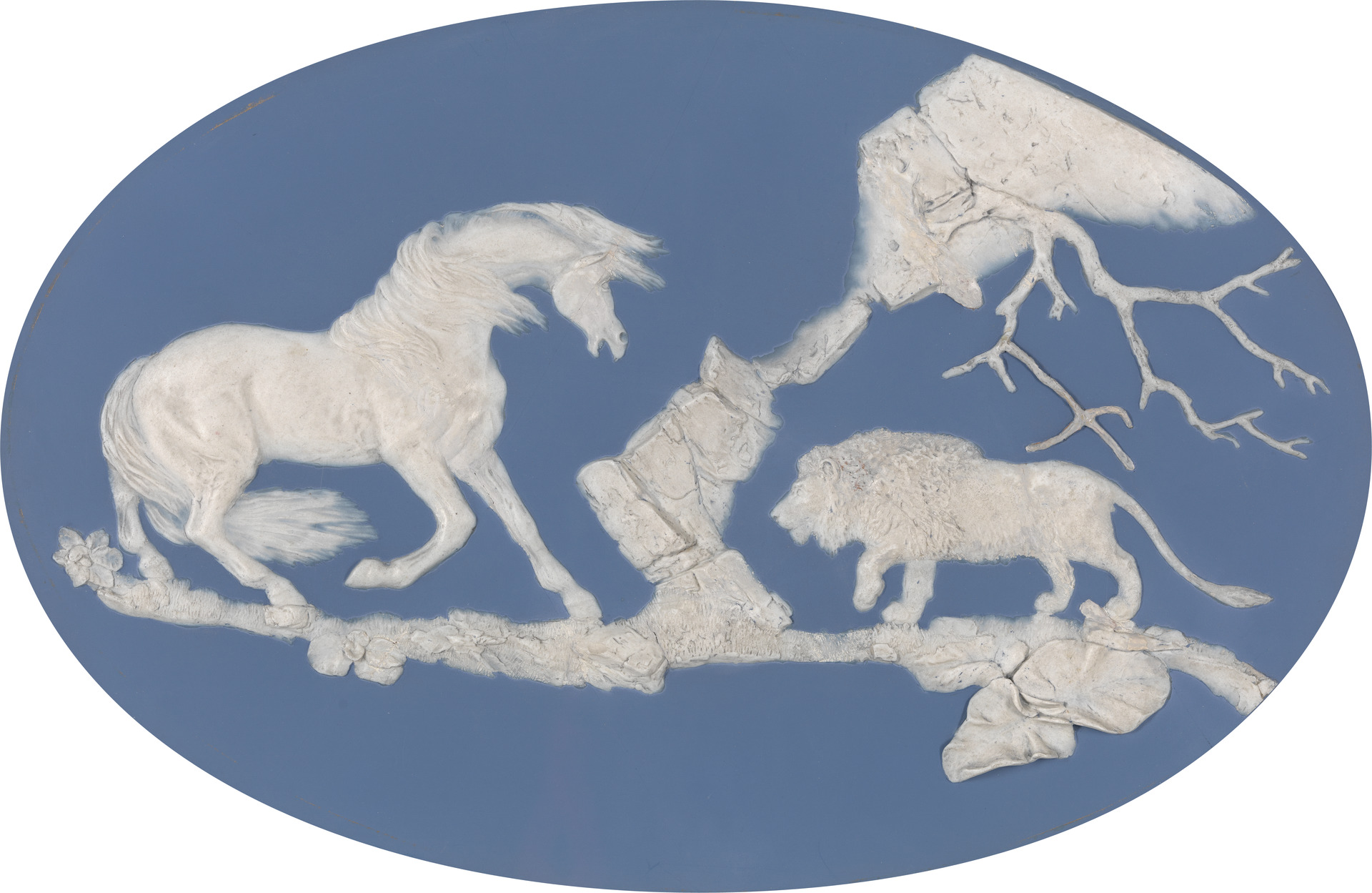
Horse Frightened by a Lion Jasperware, Wedgwood și Thomas Bentley, dupăGeorge Stubbs, 1780.

Wedgwood a fost cel mai mic dintre 12 copii. Familia lui a deținut Churchyard Pottery în Anglia. După moartea tatălui său a învățat meseria ceramicii. Lui îi este atribuită industrializarea muncii olăritului, iar el a fost unul dintre primii industriași, care au introdus marketingul strategic. Fabrica de porțelan  Wedgwood există ca parte a companiei consorțiului  WWRD United Kingdom Ltd. până în prezent.
Wedgwood nu a fost interesat numai de îmbunătățirea lutului, ci, a încercat de asemenea, să îmbunătățească modelarea prin leant la modelele antice. El a creat, de asemenea, așa-numitele reliefuri, numite Jasperware, realizate în două straturi colorate, de obicei, alb pe albastru, și făcute în stil antic. Un exemplu de astfel de vase este Portland Vase.
După ce Josiah Wedgwood, a avut un succes destul de mare cu fabricile sale din ceramică, arhitectul englez Joseph Pickford (1734-1782) a construit pentru el între anii 1767-1770 Etruria Works și Etruria Hall din Staffordshire, unde a trăit și lucrat până la moartea sa. În 1768 a inventat faianța, Wedgwoodware, numită după el, iar în 1782 un pirometru. Pentru pirometru a creat, de asemenea, o scală de temperatură adecvată, Scala Wedgwood.
Josiah Wedgwood a fost oponent al aboliționismului. El a fost prieten cu aboliționistul Thomas Clarkson. Pentru a pune în aplicare această mișcare umană, Wedgwood a prezentat medalion „Am I Not a Man and a Brother?” (Nu sunt eu un om și frate?), care arată pe un sclav negru, îngenunchiat în lanțuri, cu mâinile împreunate. Josiah Wedgwood  a fost bunicul lui Charles Darwin (1809–1882).

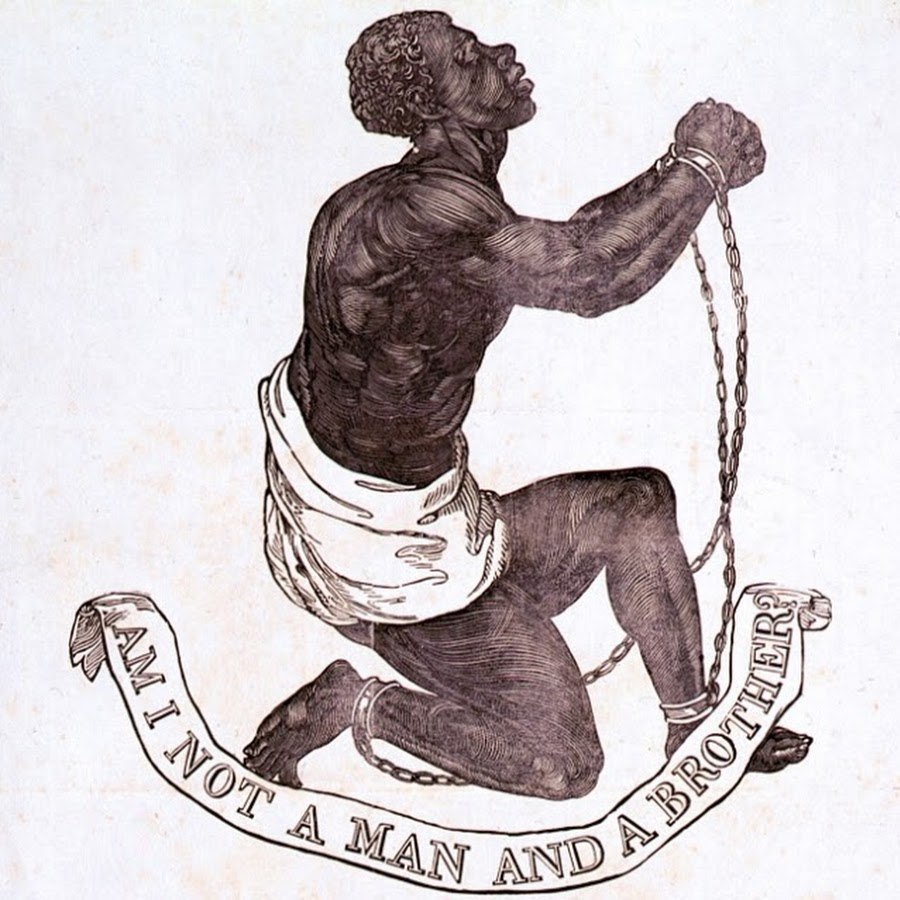
Am I Not a Man and a Brother?, Wedgwood, 1787